# Gare de Yoshitomi (Kyoto)
Pour les articles homonymes, voir Yoshitomi (homonymie).
La gare de Yoshitomi (吉富駅, Yoshitomi-eki) est une gare ferroviaire située à Nantan, dans la préfecture de Kyoto au Japon, située sur la ligne Sagano. La gare est exploitée par la compagnie JR West. Elle porte le nom de l'ancien village de Yoshitomi (ja), dans lequel elle se trouve.

## Situation ferroviaire
La gare de Yoshitomi est située au point kilométrique (PK) 32,3 de la ligne principale San'in (appelée à cet endroit ligne Sagano). Elle se trouve dans le bloc de Hijigatsubo (ヒジガ坪) du quartier Kiwara (木原) du secteur Yagi (八木町) de la ville de Nantan. Kiwara était aussi un village indépendant, mais était déjà fusionné au village de Yoshitomi depuis le 1er avril 1889.

## Histoire
La gare de Yoshitomi est ouverte dans le village de Yoshitomi (ja) du district de Funai le 20 juillet 1935 entre les gares de Yagi et de Sonobe, par la société gouvernementale des chemins de fer japonais sur la ligne principale San'in. Il ne prend alors en charge que les passagers venant des gares entre celles de Kyoto et de Fukuchiyama, ainsi que ceux venant de la gare d'Osaka. Elle est cependant fermée le 10 août 1941, avant de rouvrir seulement le 1er octobre 1951. Le 1er avril 1987, dû à la privatisation des chemins de fer nationaux, la gare est désormais prise en charge par JR West, puis le 13 mars 1988, après le début de l'assignation de surnoms aux sections de ligne, elle est assignée à la nouvelle « ligne Sagano ». Le 11 mars 1989, la gare est déplacée de 200 mètres en amont sur la ligne et des installations d'aiguillage sont  construites,. Des portillons automatiques sont installés dans la gare le 9 décembre 1998. À partir du 1er novembre 2003, les cartes à puce du service ICOCA sont utilisables à la gare de Yoshitomi. Le 14 mars 2009, la section de la ligne Sagano entre les gares de Yagi et de Sonobe est rouverte à double voie et les installations d'aiguillage sont démantelées après. Le 17 mars 2018, un système de numérotage des stations de la ligne Sagano est introduit et le code « JR-E15 » y est assigné,.

## Service des voyageurs

### Accueil
La gare dispose d'un bâtiment voyageurs construit au niveau du sol à l'est des voies, adossé au quai 1. Comprenant deux étages et un stationnement souterrain, il abrite aussi un bureau de poste et un centre communautaire et un guichet automatique bancaire. Les deux voies, au niveau du sol, sont flanquées d'un quai latéral de chaque côté. Une passerelle permet de se rendre au quai 2, du côté ouest des voies. On trouve des guichets de vente de billets de train automatiques acceptant la carte ICOCA ainsi qu'un portillon permettant d'accéder aux quais dans le bâtiment voyageurs. 
La gare n'a pas d'employés. On trouve un stationnement cyclable en face de la gare, ainsi qu'un rond-point au sud permettant l'embarquement dans des voitures. Le quai d'embarquement pour les autobus se trouve dans ce même rond-point.

### Desserte
La gare comprend deux quais de part et d'autre des voies, dont les deux voies sont disposées de la façon suivante :
- Ligne Sagano
  - Quai 1
    - voie 1 : direction Kameoka et Kyoto

  - Quai 2
    - voie 2 : direction Sonobe et Fukuchiyama

Jusqu'en 1989, la gare ne disposait que d'une voie et d'un quai très court, et même certains trains du service local passaient la gare sans s'arrêter.

### Gares adjacentes
| «    |  | Service                       |  | »      |
| ---- |  | ----------------------------- |  | ------ |
| Yagi |  | Ligne Sagano (service rapide) |  | Sonobe |
| Yagi |  | Ligne Sagano (service local)  |  | Sonobe |

### Intermodalité
Les autobus de la société privée Keihan Kyōto Kōtsū (ja) desservent la gare, à l'arrêt « Gare de JR Yoshitomi » (JR吉富駅), nommément les lignes 3 et 46.

## Dans les environs
Les lieux d'intérêts les plus proches sont le sanctuaire shinto Ikimi Tenman-gū (ja) (生身天満宮), le temple bouddhiste Kyoto Taishaku-ten (京都帝釈天), la route nationale 9 (en), l'autoroute Kyoto Jūkan (en) et la route préfectorale 451 (ja) entre autres.